# Markus Schulte-Lünzum
Markus Schulte-Lünzum (ur. 16 lipca 1991 w Haltern am See) – niemiecki kolarz górski i przełajowy, dwukrotny medalista mistrzostw świata MTB.

## Kariera
Największy sukces w karierze Markus Schulte-Lünzum osiągnął w 2012 roku, kiedy wspólnie z Martinem Freyem, Sabine Spitz i Manuelem Fumicem zdobył brązowy medal w sztafecie cross-country podczas mistrzostw świata w Leogang. Na tych samych mistrzostwach zajął także ósme miejsce w indywidualnej rywalizacji mężczyzn U-23. Na rozgrywanych rok później mistrzostwach świata w Pietermaritzburgu razem z Georgiem Eggerem, Hanną Klein i Manuelem Fumicem zdobył kolejny brązowy medal w sztafecie. Startuje także w wyścigach przełajowych, jest między innymi mistrzem Niemiec w kategorii młodzieżowców z 2013 roku. Nie brał udziału w igrzyskach olimpijskich.